# Meridià 127 a l'est
El meridià 127 a l'est de Greenwich és una línia de longitud que s'estén des del pol Nord travessant l'oceà Àrtic, Àsia, l'oceà Índic, l'oceà Antàrtic, Austràlia i l'Antàrtida fins al pol Sud.
El meridià 127 a l'est forma un cercle màxim amb el meridià 53 a l'oest. Com tots els altres meridians, la seva longitud correspon a una semicircumferència terrestre, uns 20.003,932 km. Al nivell de l'Equador, és a una distància del meridià de Greenwich de 14.138 km.

## De Pol a Pol
Començant en el pol Nord i dirigint-se cap al pol Sud, aquest meridià travessa:
| Coordenades                               | País, territori o mar        | Notes |
| ----------------------------------------- | ---------------------------- | --- |
| 90° 0′ N, 127° 0′ E / 90.000°N,127.000°E  | Oceà Àrtic                   | |
| 77° 34′ N, 127° 0′ E / 77.567°N,127.000°E | Mar de Làptev                | |
| 73° 27′ N, 127° 0′ E / 73.450°N,127.000°E | Rússia                       | Sakhà— illes del delta del Lena i el continent Óblast de l'Amur — des de 55° 42′ N, 127° 0′ E / 55.700°N,127.000°E |
| 51° 0′ N, 127° 0′ E / 51.000°N,127.000°E  | República Popular de la Xina | Heilongjiang Jilin — des de 45° 0′ N, 127° 0′ E / 45.000°N,127.000°E Heilongjiang — per uns 10 km des de 44° 47′ N, 127° 0′ E / 44.783°N,127.000°E Jilin — des de 44° 43′ N, 127° 0′ E / 44.717°N,127.000°E |
| 41° 45′ N, 127° 0′ E / 41.750°N,127.000°E | Corea del Nord               | Chagang Ryanggang Hamgyong del Sud Pyongan del Sud Hamgyong del Sud Kangwon |
| 38° 13′ N, 127° 0′ E / 38.217°N,127.000°E | Corea del Sud                | Gyeonggi-do Passa a través de Seül Gyeonggi-do - Passa a través de Suwon Chungcheongnam-do Jeollabuk-do - Passa a l'oest de Jeonju Jeollanam-do Passa a l'est de Gwangju Jeollanam-do |
| 34° 18′ N, 127° 0′ E / 34.300°N,127.000°E | Mar de la Xina Oriental      | Passa a l'est de l'illa de Jeju-do, Corea del Sud (a 33° 27′ N, 126° 57′ E / 33.450°N,126.950°E) · Passa a l'oest de l'illa de Tonakijima, Prefectura d'Okinawa, Japó (a 26° 22′ N, 127° 8′ E / 26.367°N,127.133°E) · Passa a l'est de l'illa de Kumejima, Prefectura d'Okinawa, Japó (a 26° 20′ N, 126° 49′ E / 26.333°N,126.817°E) |
| 25° 45′ N, 127° 0′ E / 25.750°N,127.000°E | Oceà Pacífic                 | Mar de les Filipines — Passa a l'est de les illes Talaud, Indonèsia (a 4° 16′ N, 126° 55′ E / 4.267°N,126.917°E) |
| 4° 17′ N, 127° 0′ E / 4.283°N,127.000°E   | Mar de les Moluques          | Passa a l'oest de l'illa de Latalata, Indonèsia (a 0° 16′ S, 127° 1′ E / 0.267°S,127.017°E) · Passa a l'oest de l'illa de Kasiruta, Indonèsia (a 0° 26′ S, 127° 5′ E / 0.433°S,127.083°E) |
| 1° 43′ S, 127° 0′ E / 1.717°S,127.000°E   | Mar de Ceram                 | |
| 3° 9′ S, 127° 0′ E / 3.150°S,127.000°E    | Indonèsia                    | Illa de Buru |
| 3° 43′ S, 127° 0′ E / 3.717°S,127.000°E   | Mar de Banda                 | Passa a l'est de l'illa de Wetar, Indonèsia (a 7° 43′ S, 126° 50′ E / 7.717°S,126.833°E) · Passa a l'oest de l'illa de Kisar, Indonèsia (a 8° 2′ S, 127° 8′ E / 8.033°S,127.133°E) |
| 8° 20′ S, 127° 0′ E / 8.333°S,127.000°E   | Timor Oriental               | |
| 8° 41′ S, 127° 0′ E / 8.683°S,127.000°E   | Mar de Timor                 | |
| 13° 46′ S, 127° 0′ E / 13.767°S,127.000°E | Austràlia                    | Austràlia Occidental |
| 32° 18′ S, 127° 0′ E / 32.300°S,127.000°E | Oceà Índic                   | Les autoritats australianes consideren això com a part de l'oceà Antàrtic[3][4] |
| 60° 0′ S, 127° 0′ E / 60.000°S,127.000°E  | Oceà Antàrtic                | |
| 66° 31′ S, 127° 0′ E / 66.517°S,127.000°E | Antàrtida                    | Territori Antàrtic Australià, reclamat per Austràlia |